# Adam Hammill
Adam James Hammill (Liverpool, 1988. január 25. –) angol labdarúgó, jelenleg a Huddersfield Town játékosa.

## Pályafutása
Hammill a liverpooli akadémia felfedezettje. A pályán vagy szélsőt játszik, vagy a csatárok mögött helyezkedik el és onnan segíti a támadást.
2008. július 18-án 2011-ig meghosszabbította szerződését a Liverpoolnál.
A 2006–07-es szezon végét a skót Dunfermline-nél töltötte, ahol 18 meccsen 1 gólt szerzett és játszott a Skót Kupa döntőjében a Celtic ellen.
Ezután az angol másodosztályú Southamptonhoz ment kölcsönbe, itt 25 bajnokin és 3 kupamérkőzésen szerepelt.
A 2008–09-es szezon első felére Hammill a Blackpoolhoz szerződött, hogy még több tapasztalatot szerezzen kezdőcsapatban.
A szezon második felére a szintén másodosztályú Barnsley-hoz adták kölcsönbe, akik 2009. augusztus 10-én megvették a Liverpooltól.
Másfél év alatt 60 bajnoki mérkőzésen 12 gólt szerzett a csapatnál, majd 2011. január 20-án az Premier League-ben szereplő Wolverhampton Wanderershez szerződött 3 és fél évre.

## Statisztika
| Csapat                  | Szezon  | SPL            | SPL            | Skót Kupa | Skót Kupa | Ligakupa | Ligakupa | Európai kupaporond | Európai kupaporond | Egyéb | Egyéb | Összesen | Összesen |
| Csapat                  | Szezon  | Meccs          | Gól            | Meccs     | Gól       | Meccs    | Gól      | Meccs              | Gól                | Meccs | Gól   | Meccs    | Gól      |
| ----------------------- | ------- | -------------- | -------------- | --------- | --------- | -------- | -------- | ------------------ | ------------------ | ----- | ----- | -------- | -------- |
| Dunfermline (kölcsön)   | 2006–07 | 13             | 1              | 5         | 0         | 0        | 0        | –                  | –                  | –     | –     | 18       | 1        |
| Csapat                  | Szezon  | Championship   | Championship   | FA-kupa   | FA-kupa   | Ligakupa | Ligakupa | Európai kupaporond | Európai kupaporond | Egyéb | Egyéb | Összesen | Összesen |
| Csapat                  | Szezon  | Meccs          | Gól            | Meccs     | Gól       | Meccs    | Gól      | Meccs              | Gól                | Meccs | Gól   | Meccs    | Gól      |
| Southampton (kölcsön)   | 2007–08 | 25             | 0              | 3         | 0         | 0        | 0        | –                  | –                  | –     | –     | 28       | 0        |
| Blackpool (kölcsön)     | 2008–09 | 22             | 1              | 0         | 0         | 1        | 0        | –                  | –                  | –     | –     | 23       | 1        |
| Barnsley (kölcsön)      | 2008–09 | 14             | 1              | 0         | 0         | 0        | 0        | –                  | –                  | –     | –     | 14       | 1        |
| Barnsley                | 2009–10 | 35             | 4              | 1         | 0         | 3        | 0        | –                  | –                  | –     | –     | 39       | 4        |
| Barnsley                | 2010–11 | 25             | 8              | 1         | 0         | 1        | 0        | –                  | –                  | –     | –     | 27       | 8        |
| Csapat                  | Szezon  | Premier League | Premier League | FA-kupa   | FA-kupa   | Ligakupa | Ligakupa | Európai kupaporond | Európai kupaporond | Egyéb | Egyéb | Összesen | Összesen |
| Csapat                  | Szezon  | Meccs          | Gól            | Meccs     | Gól       | Meccs    | Gól      | Meccs              | Gól                | Meccs | Gól   | Meccs    | Gól      |
| Wolverhampton Wanderers | 2010–11 | 0              | 0              | 0         | 0         | 0        | 0        | –                  | –                  | –     | –     | 0        | 0        |
| Összesen                |         | 134            | 15             | 10        | 0         | 5        | 0        | 0                  | 0                  | 0     | 0     | 149      | 15       |